# Nitrite d'argent
Le nitrite d'argent est un composé inorganique de formule AgNO2. Il est employé comme réactif pour les alcools primaires, secondaires et tertiaires.